# (3333) Schaber
(3333) Schaber est un astéroïde de la ceinture principale.

## Description
(3333) Schaber est un astéroïde de la ceinture principale. Il fut découvert le 9 octobre 1980 à l'Observatoire Palomar par Carolyn S. Shoemaker. Il présente une orbite caractérisée par un demi-grand axe de 3,13 UA, une excentricité de 0,22 et une inclinaison de 12,0° par rapport à l'écliptique.

## Compléments